# Ala-Honkinen
Ala-Honkinen är en ö i Finland. Den ligger i sjön Ontojärvi och Nurmesjärvi och i kommunen Kuhmo i den ekonomiska regionen  Kehys-Kainuu  och landskapet Kajanaland, i den centrala delen av landet, 500 km nordost om huvudstaden Helsingfors. Öns area är 52,7 hektar och dess största längd är 1,6 kilometer i öst-västlig riktning.